# V zajetí kouzel
V zajetí kouzel (v anglickém originále The Magicians) je americký fantastický televizní seriál, jehož tvůrci jsou Sera Gamble a John McNamara. Je založen na románu Mágové od Leva Grossmana a sleduje příběh studentů z tajné univerzitÿ pro kouzelníky, kteří se dozvídají o magickém světě. Seriál byl objednán v květnu 2015 a měl premiéru 16. prosince 2015 na televizní stanici Syfy. V lednu 2019 byla oznámena produkce páté řady, jež se stala závěrečnou řadou seriálu. Byla premiérově vysílána od 15. ledna do 1. dubna 2020.

## Synopse
Quentin Coldwater se zapíše na Brakebillskou univerzitu pro kouzelníky, aby se jedním stal. Na univerzitě zjistí, že kouzelný svět z jeho oblíbené dětské knihy opravdu existuje a představuje nebezpečí pro lidstvo. Mezitím jeho kamarádka z dětství Julie je na škole odmítnuta a tak hledá magii někde jinde.

## Obsazení

### Hlavní role
- Jason Ralph jako Quentin Coldwater[1][2] (1.–4. řada)
- Stella Maeve jako Julia Wicker[1][3]
- Olivia Taylor Dudley jako Alice Quinn[4]
- Hale Appleman jako Eliot Waugh[1][3]
- Arjun Gupta jako William „Penny“ Adiyodi[1][3]
- Summer Bishil jako Margo Hanson[5][6]
- Rick Worthy jako děkan Henry Fogg[4] (2.–5. řada;[7] 1. řada vedlejší)
- Jade Tailor jako Kady Orloff-Diaz[4] (2.–5. řada;[7][8] 1. řada vedlejší)
- Brittany Curran jako Fen[9] (3.–5. řada; 2. řada vedlejší)
- Trevor Einhorn jako Josh Hoberman (3.–5. řada; 2. řada vedlejší; 1. řada hostující)

### Vedlejší role
- Charles Shaughnessy jako Christopher Plover (1., 4. a 5. řada)
- Hannah Levien jako Victoria Gradley (1. a 3. řada)
- David Call jako Pete (1., 4. a 5. řada)
- Michael Cassidy jako James (1. řada)
- Esmé Bianco jako Jane Chatwin / Eliza (1. řada; 3. a 5. řada hostující)
  - Rose Liston jako mladá Jane Chatwin (1. řada; 3. řada hostující)
- Anne Dudek jako Pearl Sunderland (1.–2. řada)
- Kacey Rohl jako Marina Andrieski
- Charles Mesure jako Martin Chatwin / Zvíře (1.–2. řada)
- Mackenzie Astin jako Richard Corrigan (1. řada) a Lišák Reynard (1.–3. řada)
- Keegan Connor Tracy jako profesorka Eleanor Lipsonová
- Garcelle Beauvais jako Persephone
- Mageina Tovah jako knihovnice Zelda Schiff (2.–5. řada; 1. řada hostující)
- Adam DiMarco jako Todd (2.–5. řada; 1. řada hostující)
- Rizwan Manji jako Tick Pickwick (2.–5. řada)
- Arlen Escarpeta jako princ Ess (2.–3. řada)
- Christopher Gorham jako John Gaines (2. řada)
- Harvey Guillén jako Benedict Pickwick (2.–3. řada; 5. řada hostující)
- Leonard Roberts jako král Idri (2.–3. řada)
- Candis Cayne jako Královna víl (3. řada; 2. řada hostující)
- Marlee Matlinová jako Harriet Schiff (3.–5. řada; 2. řada hostující)
- Dina Meyerová jako Kamenná královna (3. řada)
- Jewel Staiteová jako Phyllis (4.–5. řada)
- Felicia Day jako Poppy Kline (3.–4. řada)
- Jaime Ray Newman jako Irene McAllistair (3. řada)
- Madeleine Arthur jako Fray (3. řada)
- Daniel Nemes jako Gavin (3.–5. řada)
- Jolene Purdy jako Shoshana (4. řada)
- Camryn Manheim jako Sheila (4. řada)
- Sean Maguire jako Temný král (5. řada)
- Spencer Daniels jako Charlton (5. řada; 3.–4. řada hostující)
- Riann Steele jako Plum Chatwin (5. řada)

## Vysílání
| Řada | Díly | Premiéra v USA    | Premiéra v USA |
| Řada | Díly | První díl         | Poslední díl   |
| ---- | ---- | ----------------- | -------------- |
| 1    | 13   | 16. prosince 2015 | 11. dubna 2016 |
| 2    | 13   | 25. ledna 2017    | 19. dubna 2017 |
| 3    | 13   | 10. ledna 2018    | 4. dubna 2018  |
| 4    | 13   | 23. ledna 2019    | 17. dubna 2019 |
| 5    | 13   | 15. ledna 2020    | 1. dubna 2020  |

## Produkce
Michael London poprvé nabídl knihu v roce 2011 televizní stanici Fox Broadcasting Company, která se měla postarat o výrobu seriálu. Scénář k pilotní epizodě napsali Ashley Miller a Zack Stentz, kteří dříve spolupracovali na filmu X-Men: První třída, projekt však nedostal zelenou. London se projekt rozhodl spolu s Johnem McNamarou a Serou Gamblovou přepracovat a představit jej stanici Syfy, která následně objednala pilotní díl. Režíroval jej Mike Cahill a byl natáčen v New Orleans od podzimu do prosince 2014. Syfy objednalo v listopadu 2015 první třinácti dílnou řadu a oznámilo, že bude odvysílána v roce 2016. McNamara a Gamble se stali výkonnými producenty seriálu.
Produkce seriálu začala 4. srpna 2015 ve Vancouveru. V téže době bylo oznámeno, že herečka Olivia Taylor Dudley nahradila Sosie Bacon v roli Alice Quinn, přičemž byl do seriálu dále obsazen Rick Worthy jako děkan Fogg, Anne Dudek jako profesorka Sunderland a Esmé Bianco. Stanice Syfy odvysílala 16. prosince 2015 první díl bez reklam; dne 25. ledna 2016 měla epizoda premiéru společně s druhým dílem.
Druhá řada seriálu byla objednána v únoru 2016 a byla premiérově vysílána od 25. ledna 2017. Dne 12. dubna 2017 bylo oznámeno, že seriál získal třetí řadu o 13 dílech, jež měla premiéru 10. ledna 2018. Produkce čtvrté 13dílné řady byla potvrzena 28. února 2018, přičemž premiéru měla 23. ledna 2019. Dne 22. ledna 2019 objednala stanice Syfy pátou řadu, jejíž premiéra se uskutečnila 15. ledna 2020. Stanice 3. března 2020 oznámila, že se jedná o závěrečnou řadu seriálu.